# Hašiš
Hašiš (od arapskog حشيش ḥashīsh) je droga i izaziva štetne psihofizičke posljedice. Mehanički je izdvojena smola biljke indijske konoplje i sadrži iste aktivne sastojke, prvenstveno tetrahidrokanabinol (THC), samo u većoj koncentraciji.  U islamskoj i indijskoj kulturi hašiš se naziva kif, bhang ili kharas. 
Oko deset puta je jači od marihuane, ovisi o kakvoći.

## Imena
Ima mnogo imena, ali ne toliko kao marihuana. Ulična imena su haš, šit. Afganistanac je smeđa ili crna pločica, kafur je iz Sjeverne Afrike u obliku štapića, a Zeleni Turčin ili Zeleno veselje, zeleni je prah slabe kvalitete iz Turske. Momia ili churrus je nepalski hašiš. Od hašiša se pravi hašišovo ulje.

## Izgled
Hašiš je u čvrstom stanju, ali pri zagrijavanju se omekšava. Boja varira od crveno-smeđe do crne. Konzumira se inhalacijom ili kao sastojak hrane (najčešće kao haš kolačići). 
Umjetno odgojena marihuana pod halogenim svjetlom, može biti jača od hašiša slabe kvalitete. Hašiš nije previše čest u upotrebi u Hrvatskoj. Boje je zelene, smeđe, pa i crne. Preprodavači druga prodaju ga u oblicima kugli, ploča ili pogača raznih dimenzija. Može biti i u obliku tablete. Konzumenti ga puše kao marihuanu, pomiješana s duhanom, ili s opijumom i duhanom. Konzumenti ga također piju pomiješana s alkoholom ili jedu sa šećernim paštama.

## Posljedice
Jače je od marihuane, čije konzumiranje dovodi do ozbiljnih psihičkih problema. Izvješće Ureda za nacionalnu politiku kontrole droge Bijele kuće iz svibnja 2008. stoji kaže da opasna kombinacija depresije, adolescencije i pušenja marihuane dovodi do ovisnosti, mentalnih oboljenja i samoubilačkih misli. Tinejdžeri koji su tijekom 2007. bili u depresiji imaju dva puta veće izglede probati marihuanu od tinejdžera koji nisu bili depresivni - 25 prema 12 posto. Konzumacija marihuane povećava rizik od mentalnih bolesti za 40 posto, te da tinejdžeri koji su pušili travu barem jednom mjesečno unutar godine dana trostruko češće pomišljaju na samoubojstvo.

## Vanjske poveznice
- Ured Vlade RH za suzbijanje zlouporabe droga Marihuana / Kanabis
- (nje.) Drugcom.de Haschisch